# Mostek v Arnolticích
Kamenný dvouobloukový mostek v Arnolticích, části obce Bulovka ve Frýdlantském výběžku Libereckého kraje, překračuje Arnoltický potok od silnice I/13 k domu čp. 60. Je chráněn jako kulturní památka.

## Historie
Stavba byla vybudována před rokem 1652. V srpnu 1994 byl renovován společností Stylstav Liberec.
31. ledna 2005, kdy nabylo právní moci příslušné rozhodnutí, se stal kulturní památkou České republiky.

## Popis
Kamenný most tvoří dva oblouky valeně zaklenuté, které jsou vybudovány z nepravidelně otesaných žulových kvádrů. Středový pilíř je mezi oběma oblouky, a to jak z návodní strany, tak rovněž ze strany opačné, tedy povodní, zesílen osazením mírně okoseného břitu, na nějž navazuje sokl, který je ve vrchní části zakončen římsou s jednoduchým profilem. Pochozí mostovka je zpevněna nepravidelně osazenou kamennou dlažbou a po stranách se nachází ochranný parapet zbudovaný ze žulových kvádrů.